# Horvát férfi jégkorong-válogatott
A horvát férfi jégkorong-válogatott Horvátország nemzeti csapata, amelyet az Horvát Jégkorongszövetség irányít.
Horvátország 1991 után Jugoszlávia szétesését követően lett független, ekkor alakult meg az horvát válogatott. Először 1993-ban vett részt a világbajnokságon, ahol a C csoportos vb-re sorolták be. A főcsoportba még nem jutottak fel, és az olimpiára sem nem jutottak még ki.

## Eredmények

### Világbajnokság
- 1993 – C csop., selejtező
- 1994 – 32. hely (D csop., 4. hely)
- 1995 – 30. hely (D csop., 1. hely)
- 1996 – 28. hely (C csop., 8. hely)
- 1997 – 29. hely (D csop., 1. hely)
- 1998 – 29. hely (C csop., 5. hely)
- 1999 – 29. hely (C csop., 5. hely)
- 2000 – 27. hely (C csop., 3. hely)
- 2001 – 24. hely (Divízió I B, 4. hely)
- 2002 – 26. hely (Divízió I A, 5. hely)
- 2003 – 27. hely (Divízió I B, 6. hely)
- 2004 – 32. hely (Divízió II A, 2. hely)
- 2005 – 29. hely (Divízió II A, 1. hely)
- 2006 – 27. hely (Divízió I B, 6. hely)
- 2007 – 29. hely (Divízió II A, 1. hely)
- 2008 – 25. hely (Divízió I B, 5. hely)
- 2009 – 26. hely (Divízió I A, 5. hely)
- 2010 – 28. hely (Divízió I B, 6. hely)
- 2011 – 31. hely (Divízió II B, 2. hely)
- 2012 – 31. hely (Divízió II A, 3. hely)
- 2013 – 29. hely (Divízió II A, 3. hely)
- 2014 – 24. hely (Divízió I B, 2. hely)
- 2015 – 26. hely (Divízió I B, 4. hely)
- 2016 – 26. hely (Divízió I B, 4. hely)
- 2017 – 27. hely (Divízió I B, 5. hely)
- 2018 – 28. hely (Divízió I B, 6. hely)